# Powiat Müritz
Powiat Müritz (niem. Landkreis Müritz) - dawny niemiecki powiat leżący w południowej części kraju związkowego Meklemburgia-Pomorze Przednie. Od północy graniczył z powiatem Demmin, od wschodu z powiatem Mecklenburg-Strelitz oraz miastem na prawach powiatu Neubrandenburg, od południa z brandenburskim powiatem Ostprignitz-Ruppin, od zachodu z powiatem Parchim, a od północnego zachodu z powiatem Güstrow.
Powiat powstał w 1994 roku z połączenia powiatów Röbel/Müritz i Waren oraz kilku gmin z powiatów Malchin i Neustrelitz.
W wyniku reformy administracyjnej Meklemburgii-Pomorza Przedniego powiat został włączony 4 września 2011 do nowo utworzonego powiatu Mecklenburgische Seenplatte.

## Środowisko
Nazwa powiatu pochodziła od nazwy znajdującego się tam największego śródlądowego jeziora Niemiec - Müritz. Na wschód od jeziora znajduje się fragment Parku Narodowego Müritz. W północnej części powiatu położone były parki: Naturpark Nossentiner-Schwinzer Heide i Naturpark Mecklenburgische Schweiz und Kummerower See. Obecność tych obszarów chronionych sprawiała, że powiat miał najmniejszą liczbę mieszkańców i najniższą gęstość zaludnienia wśród powiatów Meklemburgii.

## Podział administracyjny
W skład powiatu Müritz wchodziły: 
- jedna gmina (niem. amtsfreie Gemeinde)
- cztery związki gmin (niem. Amt)

Gmina:
| Lp. | Nazwa gminy    | Ludność (31.12.2008) | Powierzchnia km² |
| --- | -------------- | -------------------- | ---------------- |
| 1   | Waren (Müritz) | 21.223               | 158,39           |

Związki gmin:
| Lp. | Nazwa związku        | Ludność (31.12.2008) | Powierzchnia km² | Ilość gmin |
| --- | -------------------- | -------------------- | ---------------- | ---------- |
| 1   | Malchow              | 11.464               | 269,58           | 9          |
| 2   | Penzliner Land       | 7.407                | 212,62           | 8          |
| 3   | Röbel-Müritz         | 15.504               | 570,23           | 24         |
| 4   | Seenlandschaft Waren | 10.151               | 502,80           | 19         |